# 203 mm armata forteczna wz. 1877
203 mm armata forteczna wz. 1877 – rosyjska armata kalibru 203,2 mm z dwuściennym łożem fortyfikacyjnym. Armata wz. 1877 miała lufę stalową, wzmocniona pierścieniem. Amunicja rozdzielnego ładowania, ładunek miotający zmienny.